# Zarapicos
Zarapicos – gmina w Hiszpanii, w prowincji Salamanka, w Kastylii i León, o powierzchni 7,65 km². W 2011 roku gmina liczyła 54 mieszkańców.